# Víctor Israel
Víctor Israel, pseudonimo di José María Soler Vilanova (Barcellona, 13 giugno 1929 – Spagna, 19 settembre 2009), è stato un attore spagnolo.

## Biografia
Israel iniziò la sua carriera nel cinema dal 1961 e apparve in più di 200 film, specializzandosi in ruoli in pellicole dell'orrore, in particolare in Gli orrori del liceo femminile (1969), diretto dal regista Narciso Ibáñez Serrador. 
Nel 2006 ricevette un Premio Nosferatu al Sitges - Festival internazionale del cinema fantastico della Catalogna. Partecipò anche a diverse serie televisive e occasionalmente  lavorò in teatro.

## Filmografia
- I fuorilegge della valle solitaria (Tierra brutal, The Savage Guns), regia di Michael Carreras (1961)
- Totò d'Arabia, regia di José Antonio de la Loma (1965)
- I due sergenti del generale Custer, regia di Giorgio Simonelli (1965)
- Danger - Dimensione morte (Train d'enfer), regia di Gilles Grangier (1965)
- 7 pistole per i MacGregor, regia di Franco Giraldi (1966)
- El Greco, regia di Luciano Salce (1966)
- Surcouf, l'eroe dei sette mari, regia di Sergio Bergonzelli, Roy Rowland (1966)
- Yankee, regia di Tinto Brass (1966)
- Sugar Colt, regia di Franco Giraldi (1966)
- Ringo il texano (The Texican), regia di Lesley Selander (1966)
- Il grande colpo di Surcouf, regia di Sergio Bergonzelli, Roy Rowland (1966)
- Il buono, il brutto, il cattivo, regia di Sergio Leone (1966)
- 7 donne per i MacGregor, regia di Franco Giraldi (1967)
- Occhio per occhio, dente per dente, regia di Miguel Iglesias (1967)
- Killer adios, regia di Primo Zeglio (1968)
- Il sapore della vendetta (Persecución hasta Valencia), regia di Julio Coll (1968)
- ...e venne l'ora della vendetta (Comanche blanco), regia di José Briz Méndez (1968)
- La vera storia di Frank Mannata (¡Viva América!), regia di Javier Setó (1969)
- Gli orrori del liceo femminile (La residencia), regia di Narciso Ibáñez Serrador (1969)
- Teste tagliate (Cabezas cortadas), regia di Glauber Rocha (1970)
- Catlow, regia di Sam Wanamaker (1971)
- Il faro in capo al mondo (The Light at the Edge of the World), regia di Kevin Billington (1971)
- Viva la muerte... tua!, regia di Duccio Tessari (1971)
- Ricatto alla mala (Un verano para matar), regia di Antonio Isasi-Isasmendi (1972)
- Uomo avvisato mezzo ammazzato... parola di Spirito Santo, regia di Giuliano Carnimeo (1972)
- Horror Express, regia di Eugenio Martín (1972)
- L'isola del tesoro (Treasure Island), regia di Andrea Bianchi (1972)
- El monte de las brujas, regia di Raúl Artigot (1972)
- Che c'entriamo noi con la rivoluzione?, regia di Sergio Corbucci (1972)
- Anche gli angeli mangiano fagioli, regia di Enzo Barboni (1973)
- La polizia incrimina, la legge assolve, regia di Enzo G. Castellari (1973)
- Virus, regia di Bruno Mattei e Claudio Fragasso (1980)
- Tiempos mejores, regia di Jordi Grau (1994)
- L'ultimo inquisitore (Goya's Ghosts), regia di Miloš Forman (2006)

## Doppiatori italiani
- Bruno Persa in Yankee, Il buono, il brutto, il cattivo
- Gianfranco Bellini in Killer adios
- Carlo Romano in Uomo avvisato mezzo ammazzato...parola di Spirito Santo
- Mario Milita in Horror Express